# Gare de Niolon
La gare de Niolon est une gare ferroviaire française de la ligne de Miramas à l'Estaque, située près de la calanque de Niolon, sur le territoire de la commune du Rove, dans le département des Bouches-du-Rhône, en région Provence-Alpes-Côte d'Azur.
Elle est une gare de la Société nationale des chemins de fer français (SNCF), desservie par des trains express régionaux du réseau TER Provence-Alpes-Côte d'Azur.

## Situation ferroviaire
Établie à 35 m d'altitude, la gare de Niolon est située au point kilométrique 863,894 de la ligne de Miramas à l'Estaque, entre les gares de La Redonne-Ensuès et de L'Estaque. Elle est séparée de cette dernière par la gare fermée du Rove.

## Histoire
La gare est mise en service en 1915, avec le reste de la ligne de Port-de-Bouc à l'Estaque.
Depuis le service d'hiver 2008, les trains TER desservant la gare circulent selon des horaires cadencés.

## Fréquentation
De 2015 à 2023, selon les estimations de la SNCF, la fréquentation annuelle de la gare s'élève aux nombres indiqués dans le tableau ci-dessous.
| Année               | 2015   | 2016   | 2017   | 2018   | 2019   | 2020   | 2021   | 2022   | 2023   |
| ------------------- | ------ | ------ | ------ | ------ | ------ | ------ | ------ | ------ | ------ |
| Nombre de voyageurs | 34 892 | 29 452 | 31 446 | 29 873 | 34 070 | 27 090 | 44 390 | 65 602 | 74 046 |

## Service des voyageurs

### Accueil
La gare est classée « point d'arrêt non géré » (PANG) : le bâtiment voyageurs est fermé, tandis que le service est assuré par le personnel des trains qui s'y arrêtent.

### Desserte
La gare est desservie par les trains TER Provence-Alpes-Côte d'Azur effectuant la liaison Marseille – Miramas (via Port-de-Bouc).

## Patrimoine ferroviaire
À partir de 2022, les 200 m2 de l'ancien bâtiment voyageurs et les 500 m2 du jardin attenant sont utilisés pour des chambres d’hôtes et un café-restaurant, tenus par des jeunes porteurs de la trisomie 21. Le projet est porté par l’association T’Cap 21.